# ペリフェラル -接続された未来-
『ペリフェラル ～接続された未来～』（ペリフェラル せつぞくされたみらい、The Peripheral）はアメリカ合衆国のSFスリラードラマシリーズであり、Amazon Prime Videoのために スコット・スミスが創作した。ウィリアム・ギブソンの小説"The Peripheral"を原作とする。『ウエストワールド』を創作したジョナサン・ノーランおよびLisa Joyも製作総指揮として参加する。

## 概要
テクノロジーが社会を変貌させた近未来、アパラチア山脈のふもとの田舎町で退屈な毎日を過ごす若い女性フリンは、仮想現実のゲームをプレイすることで現実世界の危機に巻き込まれる。仮想現実と思っていたのは実は70年後の未来であり、未来の勢力は量子トンネル効果により現在に繋がり影響を及ぼす。
シーズン1は2022年10月11日にロサンゼルスのAce Hotelでプレミア公開されたのち、2022年10月21日からAmazon Prime Videoで順次配信された。
2023年2月、シーズン2の製作が発表された。しかし、Amazonスタジオは同年8月に全米脚本家組合 （2023年 全米脚本家組合ストライキ(en)）と俳優組合（SAG-AFTRA）のストライキを理由に打ち切りを決定したことが報じられた。

## 登場人物

### メイン

#### 2032年
- フリン・フィッシャー :  クロエ・グレース・モレッツ（吹替：沢城みゆき） : 3Dプリンター店に勤める、ゲームの才能のある若い女性
- バートン・フィッシャー : ジャック・レイナー（吹替：阪口周平） : フリンの兄で、元海兵隊員
- エラ・フィッシャー : メリンダ・ペイジ・ハミルトン（英語版） : フリンとバートンの病気の母
- コナー・ペンスキー : イーライ・ゴリー（吹替：藤井啓輔） : フリンとバートンの幼馴染で、戦争で左腕と両足を失い酒浸りの元軍人
- レオン : オースティン・ライジング : バートンの元軍人仲間
- コーベル・ピケット : ルイス・ハーサム（英語版）（吹替：佐々木勝彦） : 町の有力者で、麻薬製造業者
- ジャスパー・ベイカー : クリス・コイ :コーベルの甥
- ビリー・アン・ベイカー : アデリント・ホラン（英語版）（吹替：木村香央里） : ジャスパーの妻、フリンの親友
- トミー・コンスタンティン : アレックス・エルナンデス（吹替：花輪英司） : 町の保安官助手

#### 2100年
- ウィルフ・ネザートン : ゲイリー・カー（吹替：神奈延年） : レヴ・ズボフに雇われトラブルを解決するフィクサー
- アリータ・ウェスト : シャーロット・ライリー（英語版）（吹替：森なな子） : ウィルフの義理の姉、リサーチ研究所の生物多様課職員
- レヴ・ズボフ : JJ・フィールド（吹替：木下浩之） : 「クレプト」の有力者
- アッシュ : ケイティ・リューング : レヴ・ズボフの部下
- オシアン・マーフィー : ジュリアン・ムーア・クック : レヴ・ズボフの部下
- シェリス・ヌーランド : タニア・ミラー : リサーチ研究所幹部（吹替：きそひろこ）
- エインズリー・ロービア : アレクサンドラ・ビリングズ（英語版） : ロンドン警視庁の警部補

### リカーリング

#### 2032年
- ボブ・オコーネル : ネッド・デネヒー（英語版）（吹替：多田野曜平） : ダブリン出身の暗殺者
- メアリー・ピケット : インディア・ミューレン : コーベル・ピケットの妻
- ディー・ディー : ハンナ・アータートン : トミーの婚約者で医師
- ジャックマン保安官 : ベン・ディッキー : トミーの上司
- リース : モー・バー=エル : バートンの元軍人仲間

#### 2100年
- グレイス・ホガート : アンバー・ローズ・レヴァ : アリータの元ルームメイトでリサーチ研究所職員
- ダニエル・クック : デヴィッド・ホフリン : リサーチ研究所の警備責任者
- ドミニカ・ズボフ : クレア・クーパー : レヴ・ズボフの妻
- ビアトリス : アンジリ・モヒンドラ : ローピアの部下の自律的なペリフェラル

## あらすじ
2032年の近未来、ゲームの天才である若い女性のフリンは、元軍人の兄バートンと病気の母エラとアメリカの田舎町で暮らす。近所には二人の幼馴染で、戦争で左手と両足を失ったコナーが住む。バートンら元海兵隊員は、仲間と交信できるハプティック・ネットワークのインプラントを埋め込まれ、その後遺症に苦しむ。バートンがテストを依頼されたVRゲームをフリンが代わりにプレイし、驚くほど現実感のある2100年のロンドンを模した世界で人工の筐体に入る。アリータという女性に導かれて別の女性を誘拐しその眼球を手に入れて「リサーチ研究所」に忍び込み、自分の目に大量のデータを注ぎ込まれたのちに死んで現実世界に戻る。現実世界では、多額の報酬で雇われた暗殺者たちがフリンとバートンを襲う。フリンが襲撃された理由を探るために再びゲーム内に戻ると、ウィルフという男に、これがVRではなく量子トンネル効果で現在のネットにつながった未来の2099年の現実であり、フリンは未来で「ペリフェラル」と呼ばれる人工の筐体に入っていると知らされる。未来人はネットを通じ2032年で資金を作り、人を雇いあるいは脅すことで過去に様々な干渉を行う。この後、フリン、のちにバートンとコナーは2032年の田舎町の現実と、ペリフェラルで体験する2100年のロンドンを行き来する。
2100年までには、「ジャックポット」と呼ばれる一連の大災厄により地球の人口は激減している。2100年のロンドンではウィルフの雇い主であるレヴ・ズボフの属する「クレプト」と、ヌーランド博士の指導する「リサーチ研究所」が対立し、ともにアリータの行方を探す。リサーチ研究所は、量子トンネル効果による干渉で過去を分岐させて、自分たちの現実とは別系統にした時間線「スタブ」を作り、そこでハプティック・ネットワークなど数々の秘密実験を行っている。フリンの2032年の現実もスタブの一つであり、本来の時間線ではコナーは無傷なもののバートンが戦死している。フリンは母の病気を治してもらう代わりにウィルフに協力し未来でアリータを探す。ロンドン警視庁のローピア警部補が捜査を始める。ズボフの手下と組んだアリータが研究所から危険な極秘研究データを盗み、世界を作り直そうとする組織「ネオプリム」に渡そうとしたことが分かる。一時的にバートンのハプティック・ネットワークに移そうとししたものの、兄の代わりにペリフェラルに入っていたフリンの脳内に転送されている。
2032年では、ヌーランドがフリンとバートンを殺して秘密データの漏洩を防ごうと暗殺者を雇い、町を支配する麻薬業者のピケットにも二人の始末を依頼する。二人の幼馴染である保安官助手のトミーは、ピケットの手中にある保安官に協力を求められるも断って殺し、ピケットは昏睡状態に落ちる。トミーは事件を隠蔽する。
2100年、アリータはウィルフに再会し、クレプトが自分たちの家族を殺し記憶を隠蔽したと教えて復讐への参加を求める。ヌーランドはジャックポットを加速してミサイル格納庫の大爆発を起こし、町ごとフリンとデータを消し去ろうとする。フリンは新たなスタブを分岐させた上で、ヌーランドが爆発を止めることを期待して、元の2032年のスタブで自分を殺してくれるようコナーに頼む。

## 製作

### 準備
2018年4月、ウィリアム・ギブソンの小説"The Peripheral"に基づいたドラマシリーズの製作が、『ウエストワールド』の製作者のジョナサン・ノーランとLisa Joyによって発表された。2019年4月、Amazonスタジオとの契約が発表され、2019年11月にシリーズ製作が発注された。二人は製作総指揮となり、さらにAthena Wickham、 Steve Hoban、 ヴィンチェンゾ・ナタリが製作総指揮に加わった。シリーズはAmazonスタジオを通じてKilter Filmsにより製作される。  ワーナー・ブラザース・テレビジョンも製作及び出資に加わり、スコット・スミスがショーランナー、脚本家、さらに製作総指揮となった。ナタリは第一話を監督した。2021年3月30日、Greg Plagemanが製作総指揮に加わり、スミスの代わりにショーランナーになった。
シーズン2の準備も進められていたが、前述の通り、打ち切りが発表された。

### キャスティング
2020年10月、主役のフリン・フィッシャーにクロエ・グレース・モレッツが決定し、 Gary Carrもメインキャストに加わった。2021年3月、Jack Reynorがメインキャストに加わった。同年4月、Eli Goree、Charlotte Riley、 JJ・フィールド、 Adelind Horan、T'Nia Miller、Alex Hernandezがメインキャストに加わった。同年6月、Louis Herthum、Chris Coy、Melinda Page Hamilton、Katie Leung、Austin Rising が加わった。同年7月、Alexandra Billingsがリカーリングキャストに加わった。

### 撮影
シーズン1は、2021年5月3日に、ロンドンで撮影が始まった。その後、同年9月2日には撮影がノースカロライナ州マーシャルに移った。同年11月5日に撮影は終了した。